# Черноморско великденче
Черноморското великденче (Pseudolysimachion euxinum) е многогодишно тревисто растение от семейство Живеничеви, регионално изчезнал вид в България, включен в Червената книга на България и в Закона за биологичното разнообразие.
Многогодишно тревисто растение с тънки и пълзящи коренища. Стъблата му са изправени, приповдигащи се и единични. Достигат височина 25 – 45 cm и са изцяло покрити с дълги жлезисти власинки. Приосновните листа са широкоелиптични, на къси дръжки до приседнали; стъбловите равни на приосновните, приседнали, постепенно намаляващи по големина. Всичките му листа са покрити с гъсти жлезисти власинки. Цветовете са многобройни, а съцветията връхни и класовидни, без жлезисти власинки. Прицветниците му са елиптични и заострени, а по ръба са с единични прости власинки. Венчелистчетата са светлосини с розов оттенък. Плодът е едногнездна разпуклива кутийка. Цъфти през юли – август и плодоноси през август – септември. Размножава се със семена.
Видът е разпространен в Украйна, Молдова и България. В миналото видът е смятан за български ендемит. В страната се е срещал северно и южно от Варна, както и около село Сенокос, област Добрич, на надморска височина до около 50 m.